# Jordan Tillson
Jordan Roy Tillson (Bath, 5 marzo 1993) è un calciatore inglese, centrocampista del Bath City.

## Biografia
Suo padre Andy è stato a sua volta un calciatore professionista.

## Carriera
Gioca nelle giovanili dei Bristol Rovers (club nel quale per molti anni aveva giocato anche suo padre) per poi nel 2012, all'età di 19 anni, trasferirsi all'Exeter City, club della quarta divisione inglese, che lo aggrega alla sua prima squadra (nella quale il padre Andy era già da tre anni vice allenatore); nelle stagioni 2012-2013 e 2013-2014 gioca di fatto un'unica partita ufficiale con i Grecians, ovvero l'incontro di campionato del 3 maggio 2014 vinto in casa con il punteggio di 2-0 sull'Hartlepool Utd. Nei medesimi anni trascorre anche due mesi (ovvero l'agosto ed il settembre del 2012) in prestito al Gloucester City, con cui gioca 12 partite in National League North (sesta divisione), e due periodi da un mese ciascuno (febbraio ed agosto del 2013) in prestito al Chippenham Town, con cui gioca in totale 6 partite in Southern Football League (settima divisione). Anche nella stagione 2014-2015 dopo aver giocato 3 partite in quarta divisione con l'Exeter City viene nuovamente ceduto in prestito, questa volta al Weston-super-Mare, con cui realizza una rete in 6 presenze in National League South (sesta divisione).
Nella stagione 2015-2016 inizia a giocare con regolarità con l'Exeter City: in questa stagione segna anche il suo primo gol con il club biancorosso, il 6 dicembre 2015, nella vittoria casalinga per 2-0 contro il Port Vale nel primo turno di FA Cup; più in generale, segna 2 reti in 32 partite ufficiali nel corso dell'annata, tra le quali una rete in 26 partite di campionato. Nella stagione successiva gioca invece 20 partite in campionato più una partita nei play-off, mentre nella stagione 2017-2018 gioca stabilmente da titolare segnando una rete in 37 presenze (più altre 3 nei play-off). Nella stagione 2018-2019 gioca invece 35 partite in Football League Two, 21 con l'Exeter City e 14 con il Cheltenham Town, club nel quale gioca in prestito nella seconda parte della stagione.
Nella stagione 2019-2020 dopo aver giocato altre 2 partite di campionato con l'Exeter City passa (nella sessione invernale di calciomercato, a gennaio 2020) al Ross County, club della prima divisione scozzese, con il quale nella seconda metà della stagione gioca 7 partite di campionato senza mai segnare prima dell'interruzione del campionato stesso per via della pandemia di Covid-19. Nella stagione 2020-2021 gioca invece ulteriori 32 partite nella prima divisione scozzese; rimane in rosa anche per la stagione 2021-2022 e per la stagione 2022-2023, sempre in questa categoria.
Nella stagione 2023-2024 viene ceduto in prestito al Dundee Utd, con cui vince la seconda divisione scozzese; a fine anno rimane svincolato, andando poi a giocare per la stagione 2024-2025 al Bath City, club della sua città natale, militante nella sesta divisione inglese.

## Palmarès

### Club

#### Competizioni nazionali
- Scottish Championship: 1

Dundee United: 2023-2024